# Pyykkiluoto (ö i Södra Savolax, Nyslott, lat 61,64, long 28,52)
Pyykkiluoto är en ö i Finland.   Den ligger i sjön Pihlajavesi och i kommunen Sulkava i den ekonomiska regionen  Nyslotts ekonomiska region  och landskapet Södra Savolax, i den södra delen av landet, 250 km nordost om huvudstaden Helsingfors.